# Andreas Lithander
Andreas Lithander, född 20 oktober 1655 i Västra Stenby socken, död 1 juni 1729 i Ekebyborna socken, var en svensk präst. 

## Biografi
Andreas Lithander föddes 1655 i Västra Stenby socken som son till bonden Lars. Lithander blev 4 oktober 1679 student vid Uppsala universitet, Uppsala och prästvigdes 13 januari 1682. Han blev 1683 komminister i Ekeby församling och blev 1695 kyrkoherde i Ekebyborna församling, Ekebyborna pastorat. Lithander avled 1729 i Ekebyborna socken.

### Familj
Lithander gifte sig 1683 med Sara Björkegren (1655–1742). Hon var dotter till inspektoren Lars Joachim Björkegren och Anna Börjesdotter i Dalhems socken. De fick tillsammans barnen Sara (1684–1756), Anna (1685–1765), Catharina (1686–1751), Rebecka (född 1690), Joachim Lithander (1693–1739), Andreas (1696–1697), Samuel (1697–1698) och Lars (1701–1706).